# 帝王切開

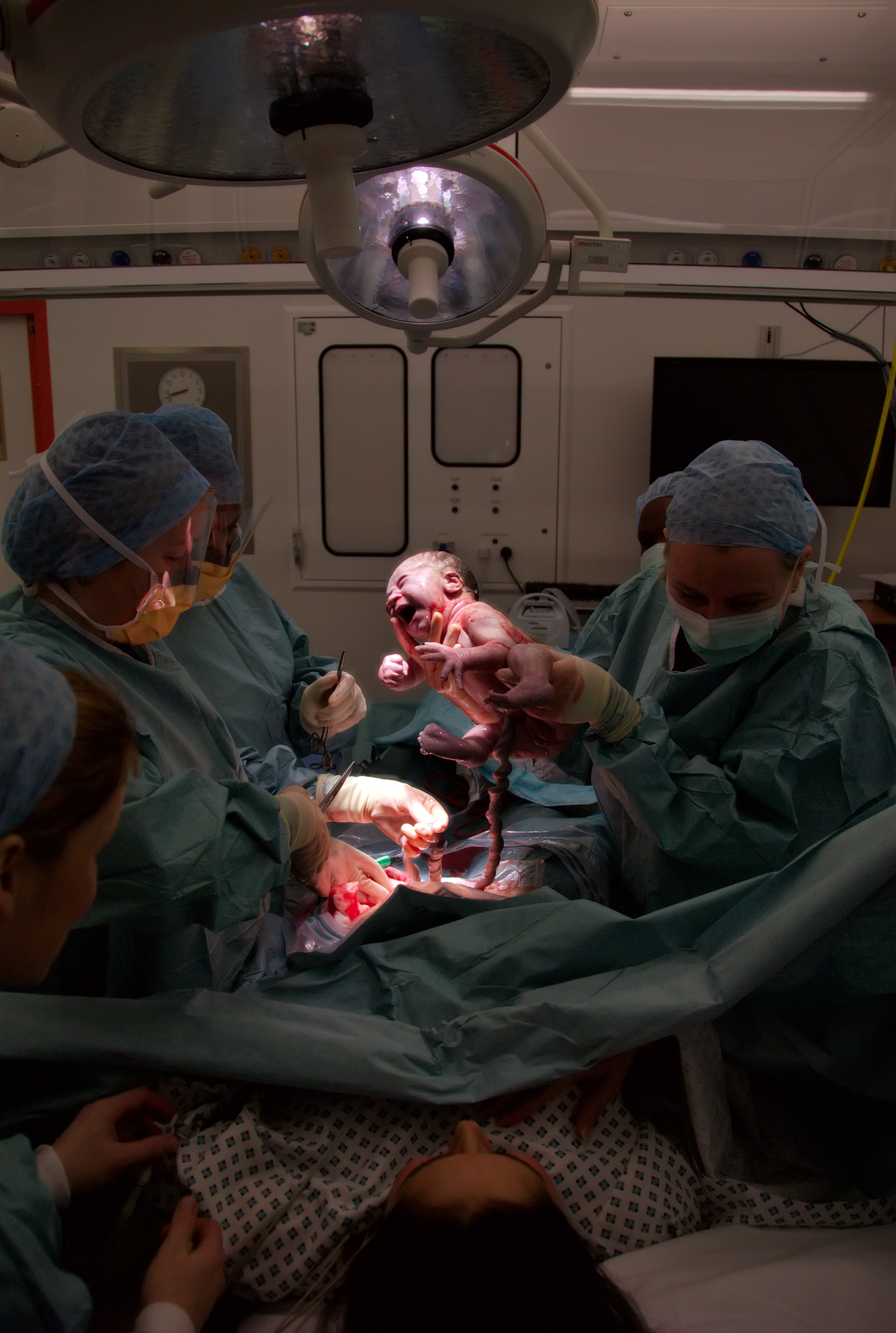
帝王切開の様子

帝王切開（ていおうせっかい、独: Kaiserschnitt、英: caesarean section、米: cesarean section）は、子宮切開によって胎児を取り出す手術方法である。日本の医療関係者の間では略して「帝切」または「カイザー」「C-section」などと呼ばれることもある。

## 語源
日本語の「帝王切開」は、16世紀頃に成立したと考えられるフランス語の「opération césarienne」から、ラテン語の「sectio caesarea」を経由して、ドイツ語の「Kaiserschnitt」を直訳したものである。そのドイツ語のKaiserschnittという語は、Kaiser（皇帝、帝王）とSchnitt（切ること、切開）の合成語である。その語源には複雑な経緯がある。
古代ローマにおいては、王政ローマ時代から、分娩時に妊婦が死亡した場合には埋葬する前に腹部を切開して胎児を取り出す事を定めた「遺児法」（Lex Caesarea）と言われる法律があった。その名は「切り取られた者」の意で遺児をカエソ（caeso）あるいはカエサル（caesar）と呼んだことに由来する。
1世紀の大プリニウスは、『博物誌』の中で、カエサルの名前の由来をこう記している。
カエサルが長じてから生母アウレリア・コッタに宛てた書簡が存在することから、実際にカエサルが帝王切開で生まれた可能性は極めて低い。また、カエサル家はカエサルが初代ではない。
7世紀のスペインでイシドールスによって記された『語源』では、因果関係が逆転して記されている。
イシドールスによる『語源』は後世に典拠として採用されることが多かったため、caesarという単語は、本来の意味と誤りを含んだ由来を併せ持ちながら、16世紀以降成立した帝王切開の技術を追うように、ラテン語のsectio caesareaという名称へと結び付いたと考えられる。
なお、他に次のような語源の説があるが、現在ではいずれも支持されていない。
- 中国の皇帝は占星術によって、母子の状態に関係なく誕生日を決められていたため、誕生日を守るために切開で出産していたとされることから。
- シェークスピアの戯曲『マクベス』の主人公であるスコットランド王マクベスは、前の王を暗殺して帝王となった。「女の股から生まれた人間には帝王の座は奪われない」との占いを聞き、大いに喜んだ。しかし前王の子らが国内の貴族たちと協同してマクベス打倒の戦いを起こし、敵将であるマクダフとの決闘の際、マクベスがこの占いの話をしたところ、マクダフに「俺は母親の腹を割かれて生まれてきた」と返された上で敗死、前の王の子が新たな帝王になった。という話から。
- ハサミを意味する英語 scissors は、「シザー」と発音される。帝王切開は、子宮をハサミで切るという意味であったが、このハサミがローマのシーザー（カエサル）と誤読されたため、「帝王切開」なる言葉が生まれたという説。

## 歴史
死亡した母体から胎児を取り出す習慣は古くからあった。ギリシア神話では、太陽神アポローンが恋人コローニスの不貞を告げられて彼女を殺し、その死体から胎児であったアスクレーピオスを取り出したとされる。成長したアスクレーピオスは死者さえ甦らせるほどの名医となり、ゼウスの雷に撃たれて絶命、医者の神となる。
王政ローマでは紀元前7世紀のヌマ・ポンピリウス王が制定したヌマ法以来、分娩によって死亡した母体の体内から胎児を取り出すことが遺児法として定められていた。
古代エジプトや古代ギリシア、インド、アフリカのウガンダ辺りの少数民族でも、古来より切開による分娩が行われていた形跡が発見されている。
中世ヨーロッパにおいても、キリスト教会は死亡した妊婦の切開を推奨し、その際に胎児が呼吸できるように妊婦の口を開けておくよう指導している。
記録として最も古い帝王切開は、1500年頃のバウヒン（Bauhin）によるもの、16世紀のギヨーモー（Guillemeau）によるものが挙げられる。ただし当時、切開した子宮は縫合してはならないと信じられていたため、ほとんどの場合は妊婦は出血死した。カスティリオーニ（A.Castiglioni）の医学書によれば、19世紀の前半では帝王切開の死亡率はおよそ75%であったという。
1606年頃に成立したシェイクスピアの戯曲『マクベス』では、貴族のマクダフが帝王切開で産まれたことが物語の鍵となっている。
1876年、イタリアのエドアルド・ポロが母子ともの救命に成功した。これは25歳の骨盤の狭い妊婦が予定日を4週過ぎても分娩できなかったため手術したもので、子宮切開後の出血に対し、子宮を切除することで止血へと結びついたものである。さらに1881年にはドイツのフェルディナンド・ケーラーが切開した子宮を切除せず、縫合する術式を考案した。
20世紀に入って滅菌法が発見され、手術管理が徹底されることで死亡率は2% - 3%へ低下。産科学の土台とも言える手術として現在に至った。
なお、子宮外妊娠の破裂に対しては、イギリスの「近代外科の父」ロバート・テイトが1883年、破裂した卵管の切除による術式に成功している。
日本で最初の帝王切開は幕末期、現在の埼玉県飯能市で実施された。江戸時代末期の嘉永4年（1852年）6月12日に、飯能在住の医者だった岡部均平と埼玉県秩父市の医者だった伊古田純道により、邦訳されたオランダの医学書を参考におよそ1時間かけて、農家の妻・本橋みと（当時33歳）に行われた。胎児は既に死亡していたが、母体は子宮はそのままで腹部だけ縫合。みとは術後およそ2カ月間は感染症の痛みが残ったが、命は助かり、88歳まで生きた。本橋家には手術が行われた部屋が現存している。庭先には1987年6月12日、日本医史学会により記念碑が建てられ、安産祈願の場になっている。

## 方法

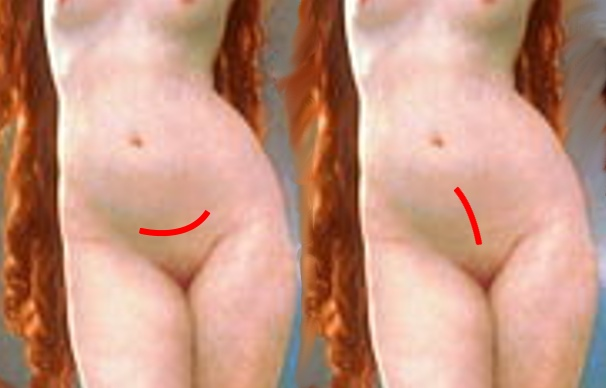
横切開と縦切開

腹式帝王切開
現在最も一般的な方法。手術時間は通常1時間弱、長くても大抵2時間程度である。以下に術式の一例を記す。麻酔は通常は脊髄くも膜下麻酔で実施するが、緊急時は全身麻酔となる。分娩期の妊婦はFull stomach(胃内容充満) とみなして、迅速導入という、マスク換気をしない特別な気管内挿管法が用いられる。全ての全身麻酔薬は胎盤を通過して胎児に影響を及ぼすために、全身麻酔下の帝王切開術は時間との戦いになる。
1. 皮膚切開
「下腹壁縦切開（正中切開）」と「下腹壁横切開（ファンネンスティール切開）」がある。旧来は実用性の高い「下腹壁縦切開」が多かったが、現在では美容的観点及び回復時の負担軽減を見込み「下腹壁横切開」が多くなっている。
- 「下腹壁縦切開（正中切開）」：創縁を延長することで術野を広く確保することができる。しかし、皮膚割線に直角に対して切開するため、瘢痕が残りやすく、ケロイドが生じることがある。
- 「下腹壁横切開（ファンネンスティール切開）」：切開創が皮膚割線に一致しているため術後の瘢痕が残りにくい。また、恥骨結合上縁の陰毛の上端辺りを切開するため、ビキニなど下腹部の露出が多い衣服着用時も手術痕が目立ちにくい。しかし、腹直筋に挟まれているため、創縁の延長によって術野を広く保つことが難しい。

2. 皮下組織、筋膜、腹膜の切開
脂肪組織を切開して腹直筋鞘前葉を露出させ、切開後、白線と呼ばれる腹直筋筋膜中央に位置する筋膜組織から腹直筋を解離し、腹膜を露出する。腹膜内帝王切開の場合、腹膜縦切開にて腹腔に入り、膀胱子宮窩腹膜切開した後に膀胱を下方に剥離し、子宮下部を十分に露出させる。腹膜外帝王切開の場合、腹膜切開をせずに膀胱を剥離する。
3. 子宮筋切開
「子宮下部横切開」、「子宮体部縦切開（古典的子宮体部切開）」、「子宮底部横切開」、「逆T字切開」がある。
- 「子宮下部横切開」：子宮頚部のやや上を横切開する。胎児の先進部直上を、筋繊維の走行に沿って切開するため、出血量や侵襲を抑えられる。子宮体部の筋層が切開されていないため、以後の経腟分娩時に子宮破裂の危険性を抑えられる。
- 「子宮体部縦切開（古典的子宮体部切開）」：子宮体部を縦一直線に切開する方法。帝王切開手術後の妊娠で子宮破裂を生じやすい。また、術後の瘢痕が残りやすい。縦切開は子宮筋腫や前置胎盤など、子宮頸部に胎児の番出を阻む障害物がある場合や、胎位が斜位・横位など、子宮下部横切開では児の娩出が困難である場合に適用となる。前壁付着前置胎盤の場合、胎盤付着部を避けるときや妊娠30週未満の早期産の時などに行われる。
- 「子宮底部横切開」：子宮底部の両卵管角前方を真横に切開する方法。子宮底部の血流が少ないため、出血量が抑えられる。
- 「逆T字切開」：横切開の切開創の中央から子宮底部へ切開する方法。子宮下部横切開での開口面積が十分に確保できない場合や、子宮頸部の血管を損傷する可能性がある場合、

4. 胎児娩出
胎児を保持し、頭位であれば子宮底部を押す形で取り出し、骨盤位であれば臀部からゆっくりと引き出していく。臍帯は結紮（けっさつ、血流を止めること）し、速やかに児を手術室内で待機していた看護師・助産師・小児科医などに受け渡す。陣痛がないために娩出力はクリステレル圧出手技のみである。
5. 子宮内容物除去
胎盤を含めた子宮内容物を取り除く。子宮切開 - 胎児娩出 - 子宮内容除去の間に子宮内より大量の出血が生じる（通常羊水量も含めて1L - 2L程度）。一般的に必要に応じて子宮収縮剤（近年では大体オキシトシン）を注射する場合が多い。多くの場合は徐々に子宮が収縮して固くなり、子宮からの出血は止まってくるが、子宮の収縮が生じず、出血が継続するような場合は「弛緩出血」と呼ばれる状態であり、緊急の子宮全摘出術を考慮していく。弛緩出血に対する診断と対応が遅れれば出血多量で死に至る場合も少なくない。そのため、予定帝王切開の場合、術前に自己血貯血を行っておく場合も多い。
6. 子宮筋縫合
筋層は1 - 2層縫合する。膀胱子宮窩腹膜を縫合、閉鎖することが多い。
7. 止血確認・腹腔内洗浄
子宮の縫合が終了したら、十分な止血を確認する。その後、腹腔内を温生食で洗浄し、子宮に癒着防止吸収性バリア（商品名「セプラフィルム」「インターシード」)を貼付する。高価であるが腹膜癒着を防止する上で有効（健康保険適用）。
8. 腹膜・皮下組織・皮膚縫合
切開の逆順序で縫合する。ステープラーによる閉鎖が主流である。
膣式帝王切開
妊娠中期子宮内胎児死亡や中期妊娠中絶の際、過去に行われていた。現在はほとんど行われていない。
死戦期帝王切開
母体心肺停止時に救命を目的として大動静脈の圧迫を解除するために行われるもので、児の生存は問わない。母体の循環停止後5分以内の娩出をめざして、蘇生を継続しながら無麻酔で娩出する。

## 適応
経膣分娩では母体または胎児の生命の危険性がある場合に適応（選択肢）となり、一部は絶対適応（必須）となる。
適応となる状態は、急速遂娩が必要であるが経腟分娩ではそれが不能な場合、物理的な理由で経腟分娩が不能な場合、産道感染の危険性が高い場合がある。一般に以下のような状態が適応とされることが多い。
- 常位胎盤早期剥離
- 子宮奇形
- 前置胎盤
- 既往帝王切開後妊娠（⇒帝王切開後経膣分娩参照）
- 児頭骨盤不均衡
- 胎位異常：骨盤位、横位、顔位、頤位など。骨盤位（逆子）はアメリカ合衆国では絶対適応。
- 性感染症：HIV感染、性器ヘルペスの妊婦は絶対適応
- Non-reassuring fetal status 児（胎児機能不全）の低酸素状態などが疑われ、急速遂娩を要するが鉗子適位に無く吸引分娩、鉗子分娩が不可能な場合。
- 分娩停止：微弱陣痛、軟産道強靭など。薬剤などによっても陣痛の増強が得られず、また吸引分娩、鉗子分娩が不可能な場合。
- 子宮筋腫核出などの婦人科手術既往がある場合。

### 各国の状況
世界保健機関（WHO）は、帝王切開が必要なのに行われていないケースと、不必要なのに選択されるケースがともに多いと警告している。
日本の一般病院の出産数全体における帝王切開率は、平成20 年で23.3 %であったがその後年々増加し、令和2年では27.4%であった。アメリカ合衆国、イタリア、中華人民共和国は30%台。これに対してブラジルは高く、2000年の約38%から2015年には約56%へ上昇した。背景としては、出産に立ち会った時間でなく回数で決まる医師の報酬制度、医師と妊婦がカーニバルやクリスマスの休暇などの前に出産を済ませたがる傾向、助産院の不足があると指摘されている。

## 予後

### 手術成績
手術方法の完成により、帝王切開そのものでの母体死亡率は極めて低いが、それでも経膣分娩の4倍から10倍とされている。
また、術後の長期間安静により肺塞栓症の危険が高まる。そのため、早期離床、早期歩行（術後24時間以内）が原則である。輸液によりhemo-concentration（循環血中の赤血球濃度の増大）の予防もはかる。

### 帝王切開後経膣分娩
過去に帝王切開での分娩を経験した妊婦は、以後大抵は普通の「経膣分娩」は行わずに帝王切開による分娩となる。過去に帝王切開での分娩を経験した妊婦の経膣分娩試行を「既往帝王切開後の経腟分娩試行（TOLAC: trial of labor after cesarean section）」といい、分娩中の子宮破裂の頻度がやや高くなる。そのため、TOLACを行う場合はいつでも帝王切開を行える準備をしてから行われる（double set-up）。

### 帝王切開瘢痕症候群
帝王切開時の陥凹した子宮創部（帝王切開後子宮創部陥凹性瘢痕）に血液が貯留し、様々な症状が起こる。症状は月経困難、過長月経、不妊など。排卵期に血液が子宮体部に貯留することにより不妊症となる。治療は内視鏡で修復術を行うことである。国内では富山県立中央病院産婦人科で最初に修復術が行われ、妊娠例が報告されている。海外では月経血が陥凹部にトラップされることが原因とされていたが、瘢痕そのものから出血していることを同病院で証明した。